# 鷹ノ巣道路
鷹ノ巣道路（たかのすどうろ）は、新潟県岩船郡関川村大字下川口を起点とし同村大字片貝に至る、延長5.0 kmの道路であり地域高規格道路新潟山形南部連絡道路（国道113号）の一部である。自動車専用道路として現在事業中である。

## 概要

### 路線データ
- 起点：新潟県岩船郡関川村大字下川口[1]
- 終点：新潟県岩船郡関川村大字片貝[1]
- 全長：5.0 km[1]
- 規格：第1種第3級[1]
- 車線幅員：3.5 m[1]
- 設計速度：80 km/h[1]

## 歴史
- 1995年（平成7年）8月23日 - 調査区間指定。
- 1996年（平成8年）8月30日 - 整備区間指定。